# Maria Nazionale
Maria Nazionale, née le 31 juillet 1969 à Torre Annunziata dans la région de la Campanie, est une chanteuse et actrice italienne. Spécialisée dans la chanson napolitaine et la musique Pop, elle est également connu comme actrice pour son rôle dans le film Gomorra de Matteo Garrone sortit en 2008.

## Biographie
Née en 1969 à Torre Annunziata dans la région de la Campanie, Maria Nazionale commence une carrière de chanteuse avec la sortie d'un album éponyme en 1986 et une participation au festival Festivalbar. Elle se spéciale alors dans la chanson napolitaine et la musique Pop et réalise plusieurs albums au cours des années suivantes. En 2000, elle participe à l'émission télévisée Viva Napoli (it).
En 2008, elle commence une carrière d'actrice avec un rôle dans le film policier Gomorra de Matteo Garrone consacré aux activités de la Camorra. Pour ce rôle, elle obtient une nomination au David di Donatello de la meilleure actrice dans un second rôle.
En 2010, elle participe au festival de Sanremo en duo avec le chanteur Nino D'Angelo. En 2013, elle participe une seconde fois au festival de Sanremo avec deux nouvelles chansons, suivi par la sortie d'un nouvel album, Libera.
En 2016, elle est l'une des onze travailleuses d'une usine de textile rachetée par une multinationale étrangère dans le drame social 7 minuti de Michele Placido. Elle apparaît l'année suivante dans le drame La tenerezza de Gianni Amelio.

## Discographie

### Albums
- Maria Nazionale (1986)
- Addo so stata troppo fredda (1994)
- Ha da passà 'a nuttata (1994)
- Dolci Ricordi (1995)
- Napoli... ti amo (1996)
- Le classiche di Napoli (1997)
- Storie 'e femmene (1997)
- ò core' 'e Napule (1998)
- Sentimenti (1999)
- Le classiche (2004)
- Terra mia (2005)
- Puortame a cammenà (2008)
- Vola vola vola - Canti popolari e canzoni d'Ambrogio Sparagna (it) (avec l'Orchestra Popolare Italiana et Francesco De Gregori, 2012)
- Maria Nazionale, Voce di Napoli (2013)
- Libera (2013)

## Filmographie

### Au cinéma
- 2002 : Cuore napoletano de Paolo Santoni (documentaire)
- 2008 : Gomorra de Matteo Garrone
- 2011 : Biondina de Laura Bispuri (court-métrage)
- 2016 : 7 minuti de Michele Placido
- 2017 : La tenerezza de Gianni Amelio

## Distinctions
- Nomination au David di Donatello de la meilleure actrice dans un second rôle en 2009 pour Gomorra.